# Slottsfjärden
Slottsfjärden (finska: Linnanaukko) är en fjärd i Finland. Den ligger i Åbo i landskapet Egentliga Finland, i den södra delen av landet, 150 km väster om huvudstaden Helsingfors.
Slottsfjärden ligger precis intill Åbo slott där Aura å mynnar ut i havet. Fjärden avgränsas av fastlandet i norr, av Runsala i väster och Hirvensalo i söder. Slottsfjärden avsluter till Långvattnet i sydost och i sydväst leder Bockholms sund ut till Erstan.